# Feretron

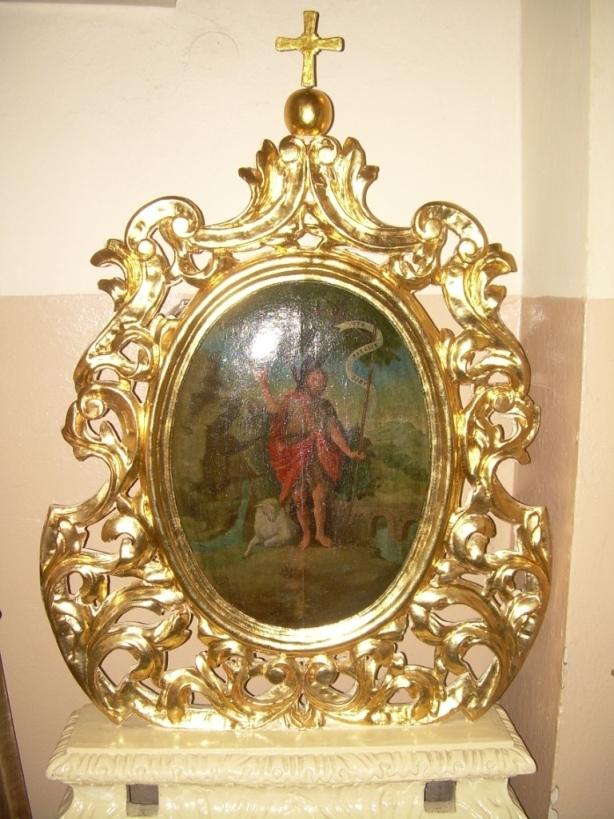
Feretron z XVIII wieku w kościele parafialnym w Chłopkowie

Feretron – przenośny, obustronnie namalowany obraz religijny w ozdobnych ramach, obustronna płaskorzeźba lub figura świętej postaci na podstawie. Na obrazach często przedstawia się wizerunki Chrystusa, Najświętszej Maryi Panny, patronów parafii, postacie szczególnie czczone na danym terenie lub patronów stanów cywilnych, np. Świętego Józefa − patrona ojców, czy zawodów, np. Świętego Izydora – patrona rolników. Obnoszony w czasie procesji w Kościele katolickim. Powstanie wielu feretronów związane jest z działalnością bractw katolickich.

## Tańce feretronów
Tańce feretronów to tradycja znana na Kaszubach. Narodziła się na Kalwarii Wejherowskiej, prawdopodobnie w I poł. XVIII wieku. Nie jest znany twórca tej tradycji, ale prawdopodobnie została ona zapoczątkowana przez ojców franciszkanów pilnujących Kalwarii.
Tańce wyglądają w ten sposób, że cztery osoby, trzymające obraz na drewnianych uchwytach, ustawiają się naprzeciwko ołtarza, pielgrzymki, Bożej Męki i z początku trzy razy podrzucają obrazem. Potem wykonują obrazem ukłon w przód, w tył, na prawo i lewo. Jest to znak św. Krzyża lub Trójcy Świętej. Potem wykonują koło i ukłon w przód. Koło jest znakiem doskonałości jednego Boga w trzech osobach, a ukłon w przód pozdrowieniem. Feretrony są noszone do kaszubskich sanktuariów całą drogę.

## Galeria

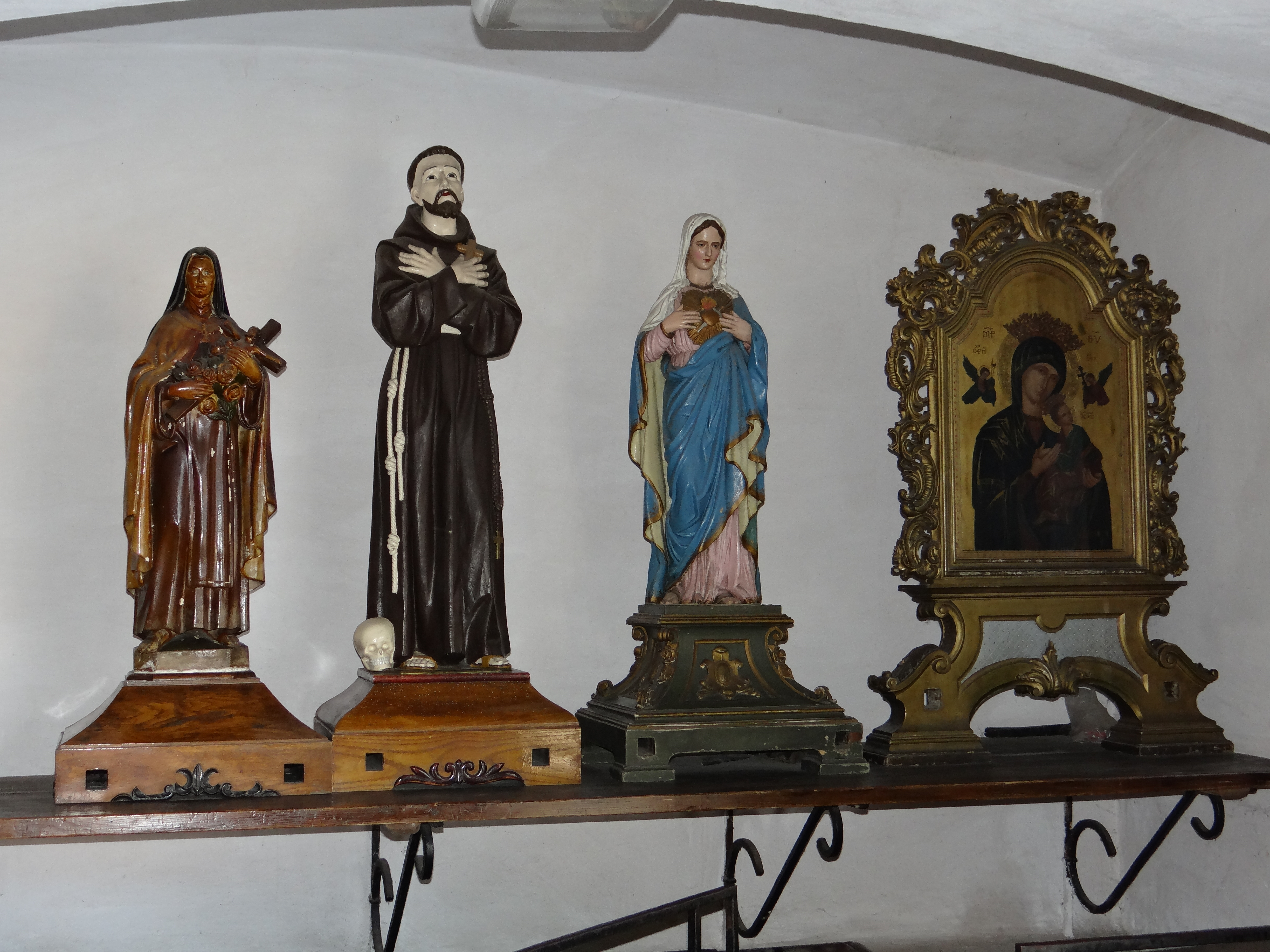
Feretrony w bazylice Ducha Świętego w Przeworsku
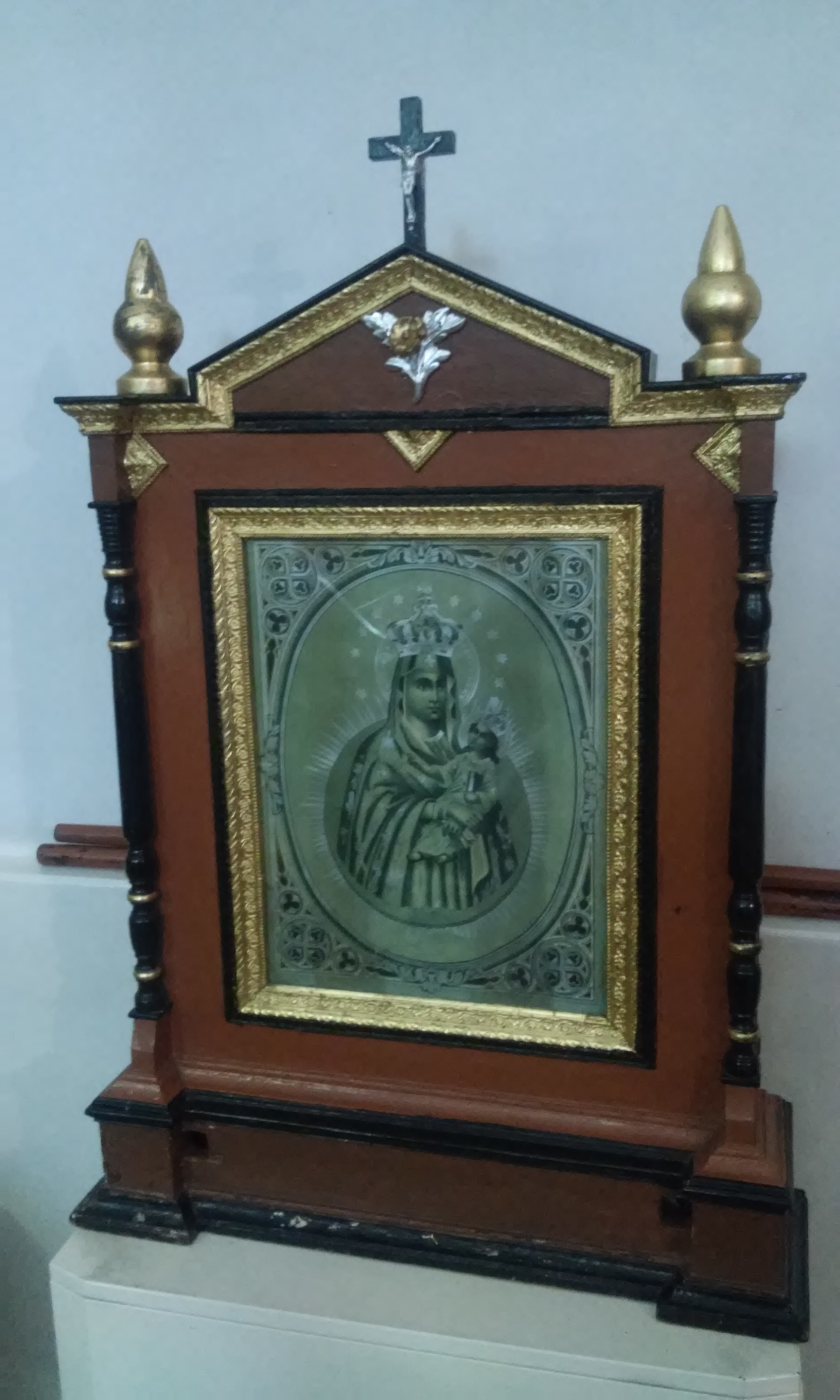
Feretron z obrazem Matki Bożej Berdyczowskiej w kościele w Pratulinie
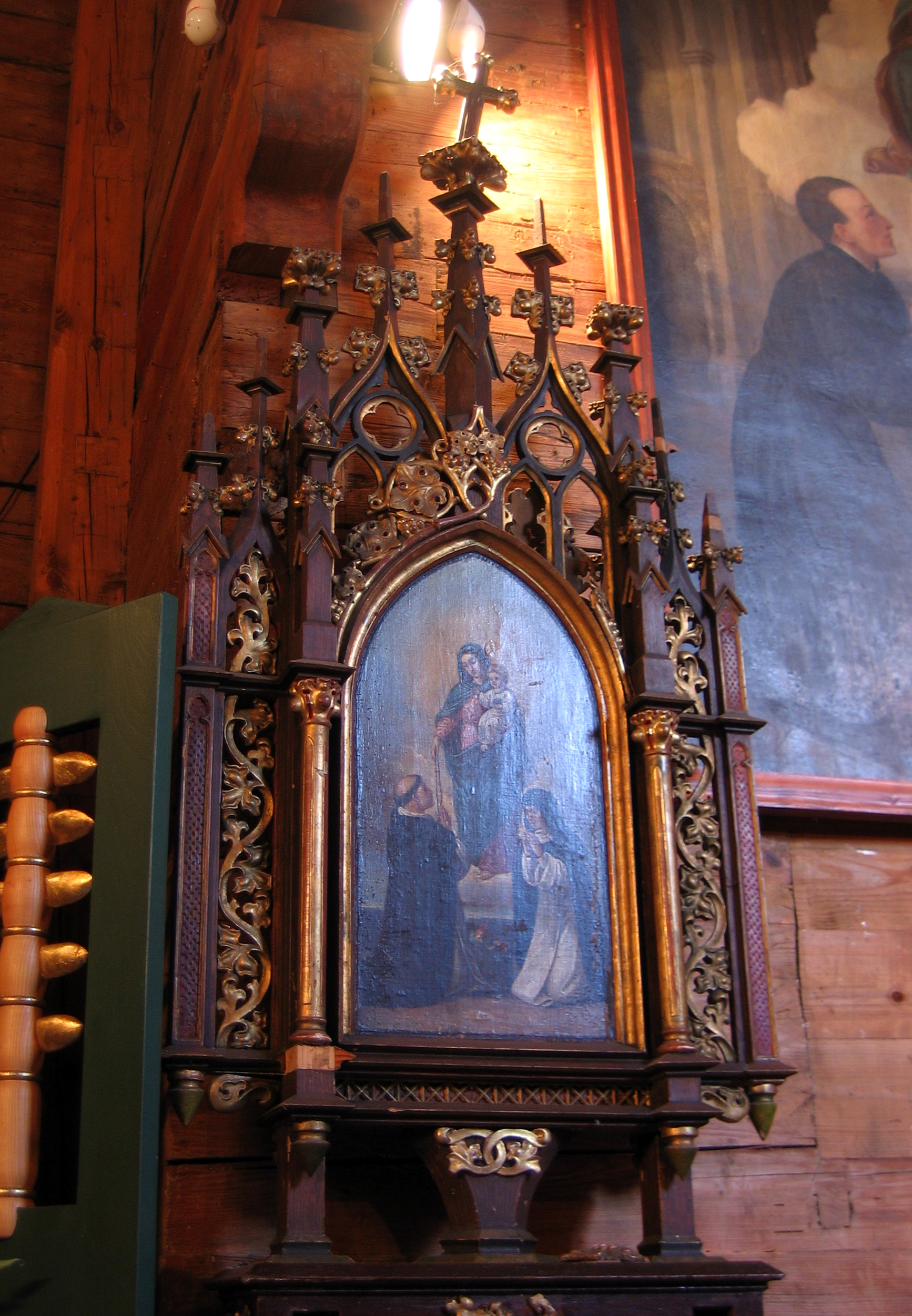
Feretron z XVIII w. z obrazem Matki Bożej Różańcowej w kościele w Sękowej
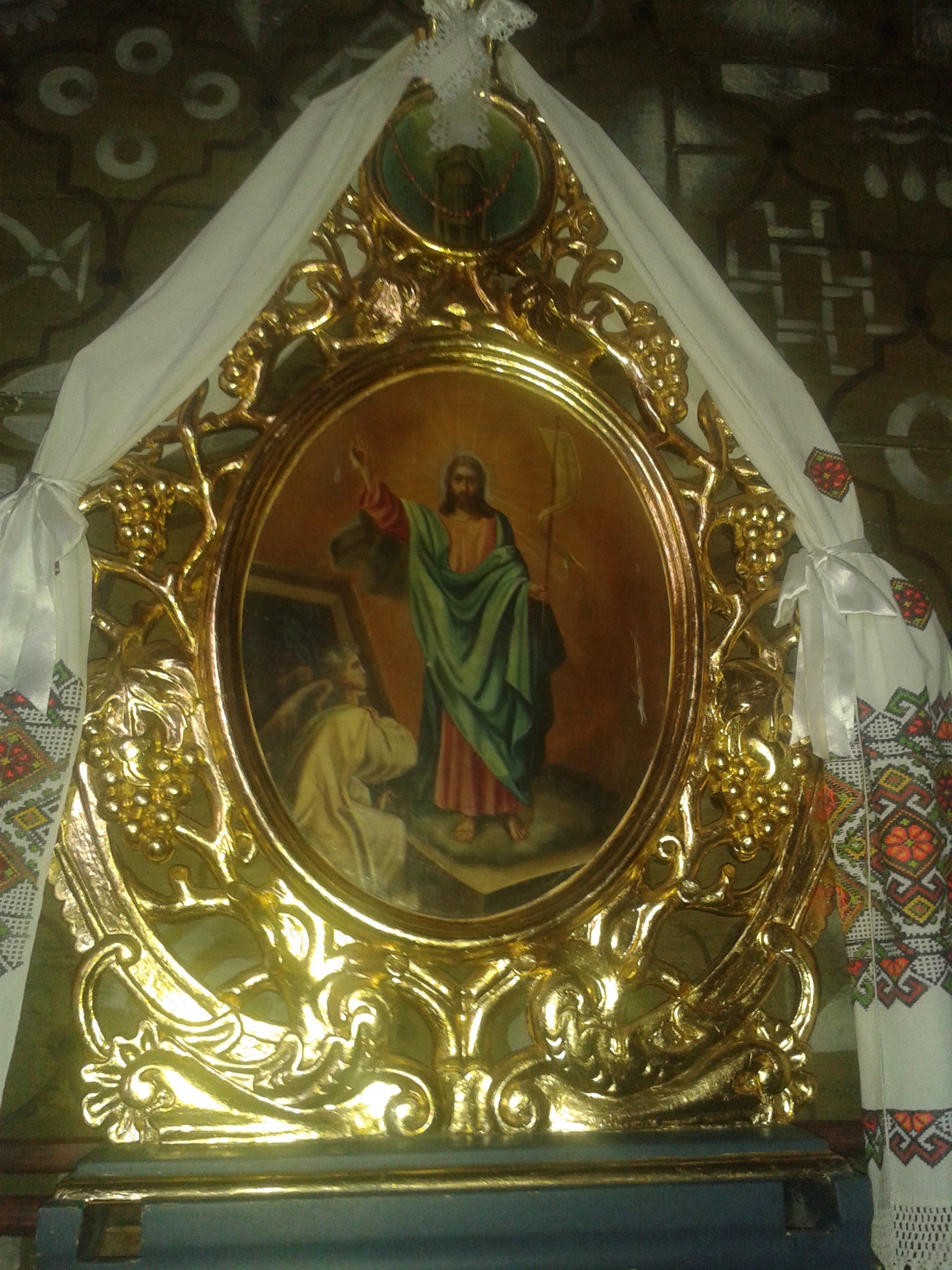
Feretron z obrazem Zmartwychwstania Pańskiego w cerkwi neounickiej w Kostomłotach
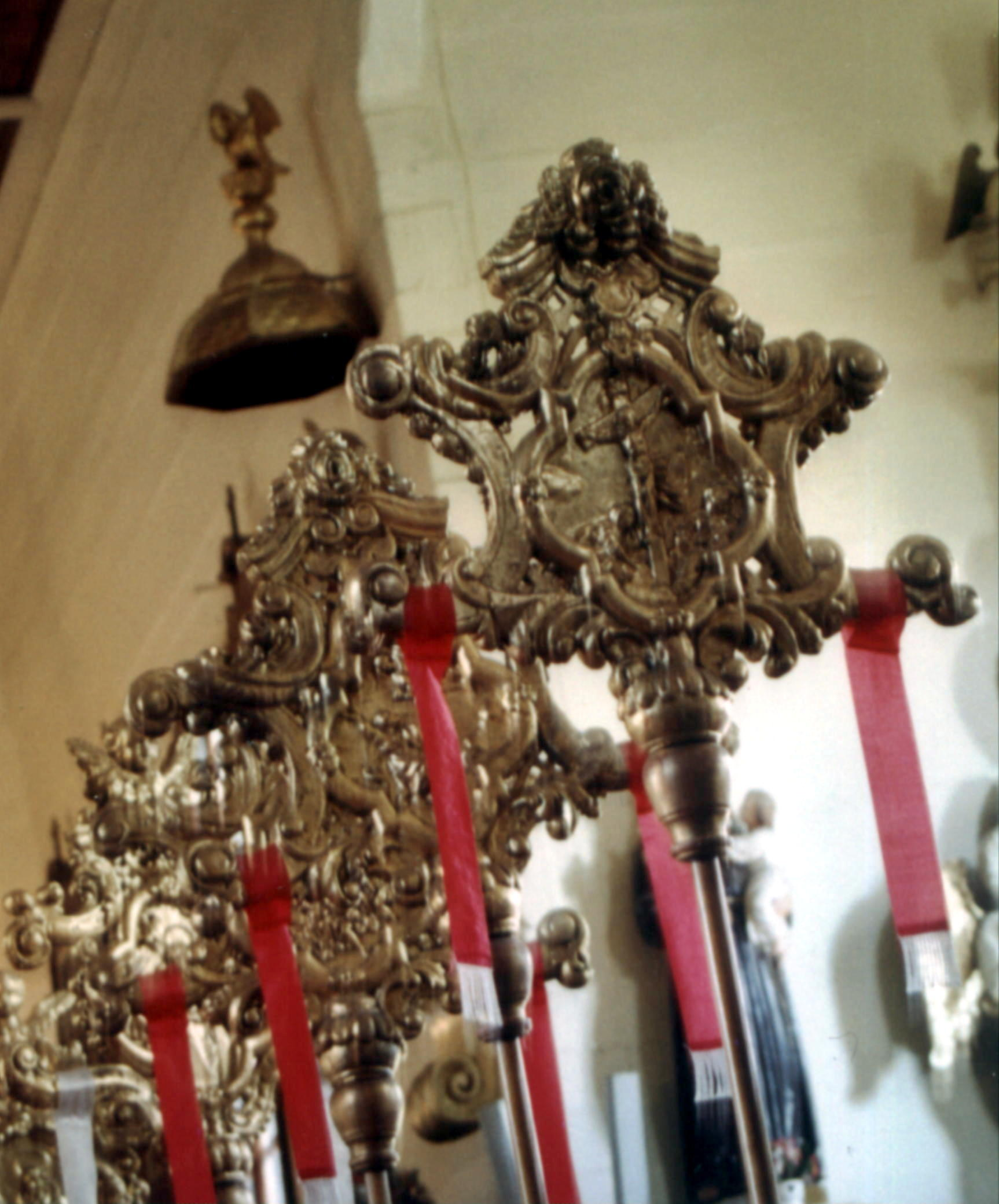
Feretrony Bractwa Różańcowego w kościele Matki Bożej Różańcowej w Boronowie
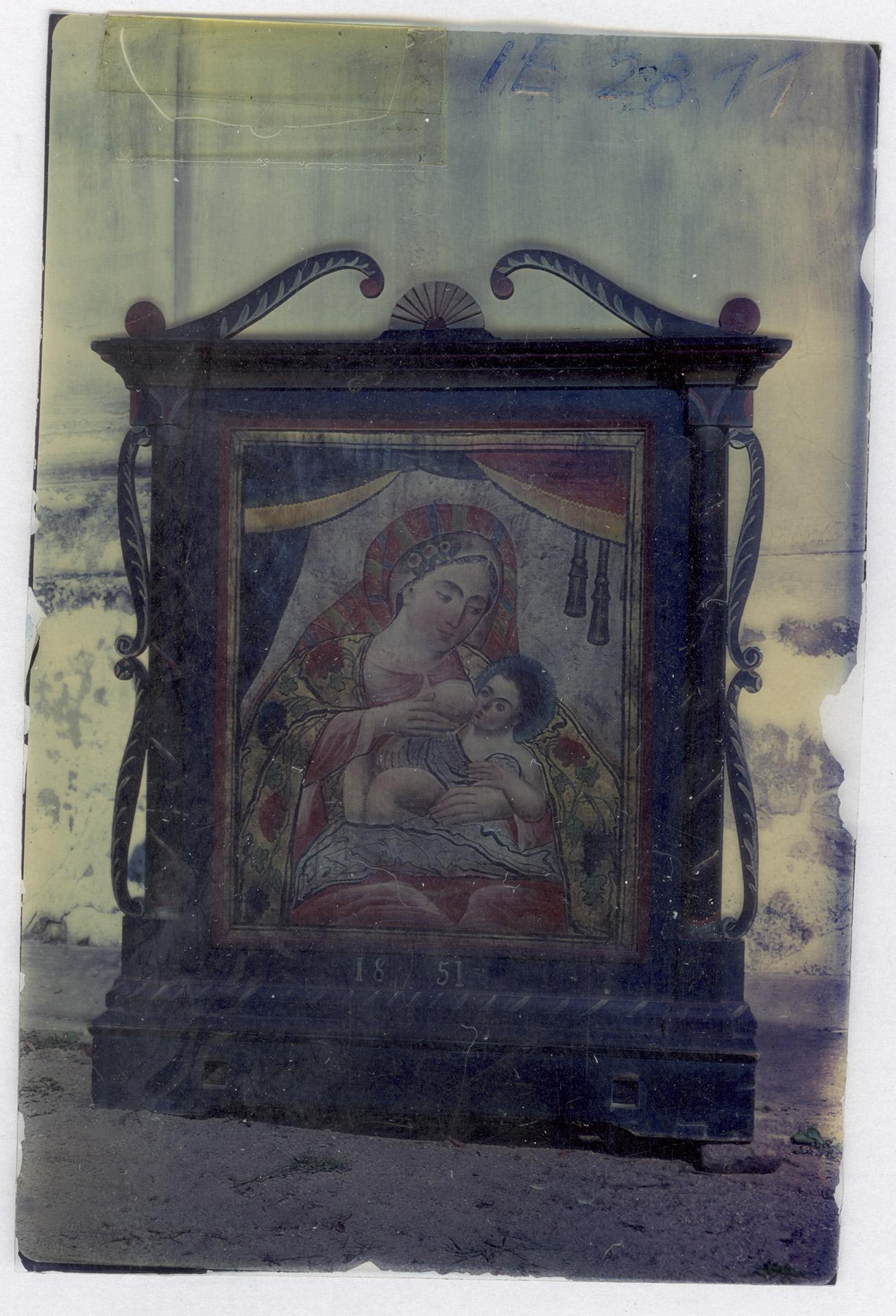
Feretron z obrazem Matki Bożej Karmiącej w Kłodawie
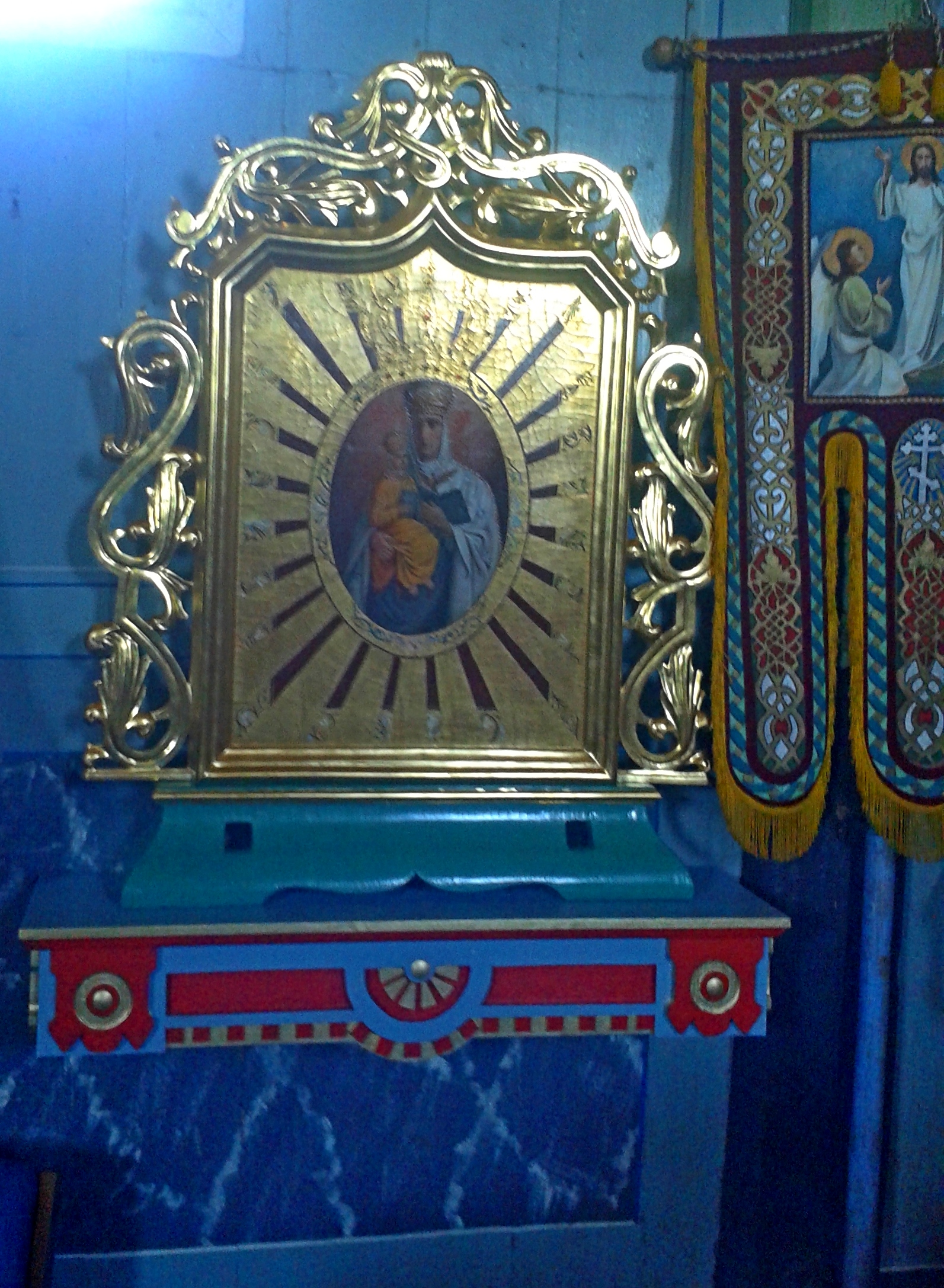
Feretron z ikoną maryjną w Horostycie
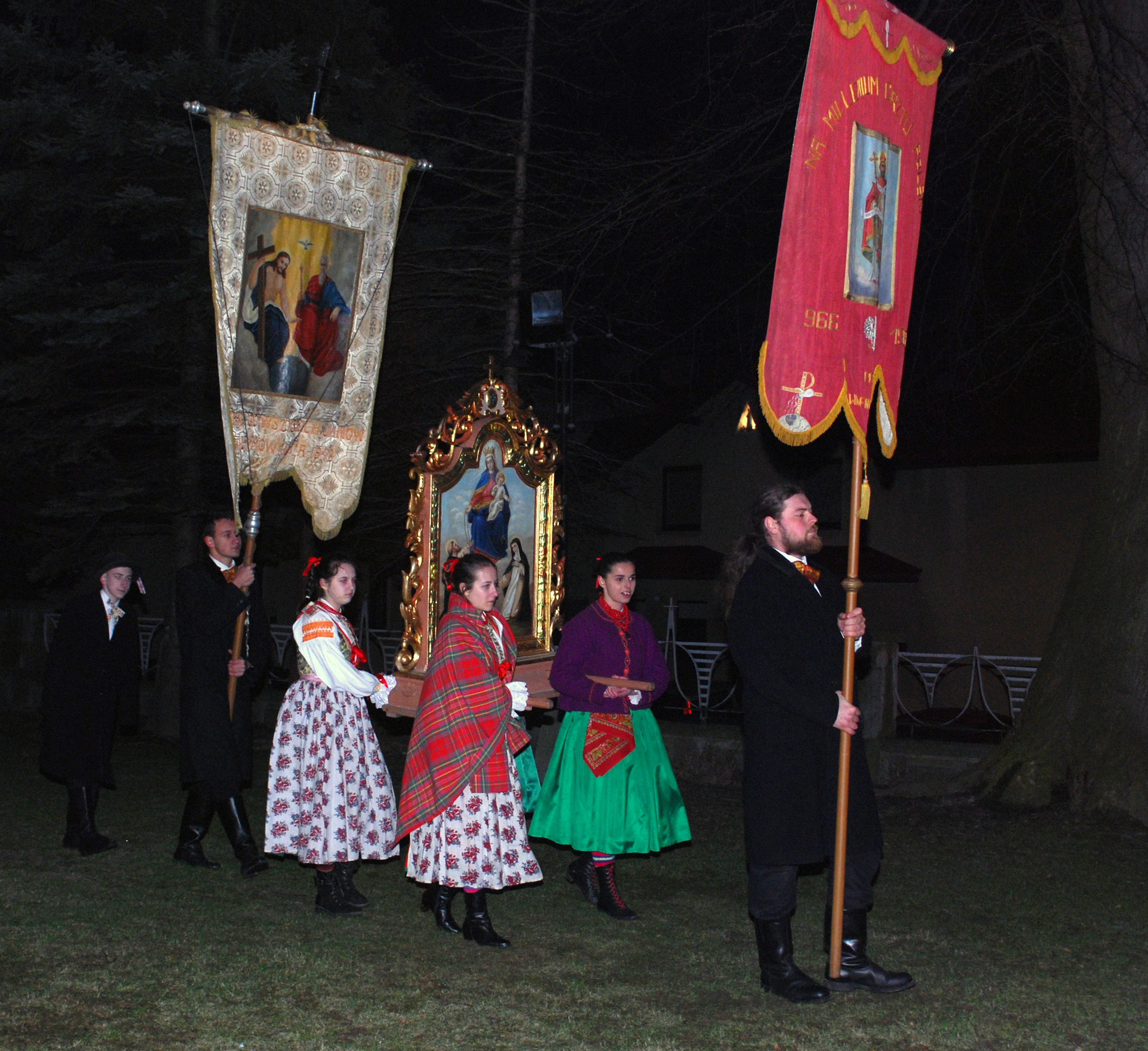
Feretron z obrazem Matki Bożej Różańcowej niesiony podczas procesji w Wilamowicach